# Rohrkolbengewächse
Die Rohrkolbengewächse (Typhaceae) sind eine Pflanzenfamilie in der Ordnung der Süßgrasartigen (Poales). Diese Sumpf- oder Wasserpflanzen sind praktisch weltweit verbreitet.

## Beschreibung

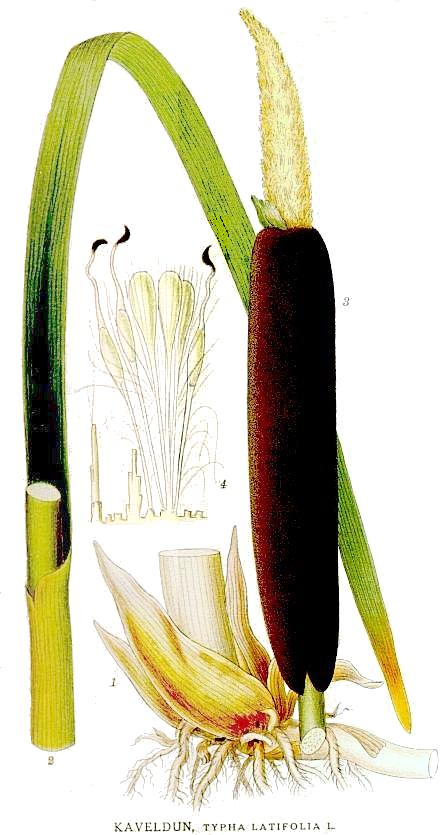
Illustration von Typha latifolia

### Vegetative Merkmale
Die Arten der Familie der Rohrkolbengewächse gedeihen als Sumpf- oder Wasserpflanzen. Sie wachsen als ausdauernde krautige Pflanzen und bilden kriechende Rhizome als Überdauerungsorgane. Die kräftigen bis schlanken Stängel sind einfach oder verzweigt. Die wechselständig und zweizeilig am Stängel angeordneten Laubblätter stehen aufrecht und befinden sich über oder unter Wasser. Es ist eine Blattscheide vorhanden. Die Blattspreite ist einfach und ganzrandig.

### Generative Merkmale
Die Arten sind einhäusig getrenntgeschlechtig (monözisch). Die Hochblätter sind laubblattähnlich.
Die Blütenstände sind bei den beiden Gattungen sehr unterschiedlich aufgebaut. Bei den Rohrkolben-Arten steht ein einfacher „Kolben“ auf dem Stängel; dies ist ein zylindrischer ähriger Blütenstand mit im unteren weiblichen und oberen Bereich männlichen Blüten. Beim Igelkolben stehen in einem verzweigten, rispigen, traubigen oder ährigen Gesamtblütenstand einige rein männliche oder rein weibliche kugelige Teilblütenstände, wobei die männlichen oberhalb der weiblichen angeordnet sind.
Die vielen, sehr kleinen Blüten sind eingeschlechtig und meist dreizählig. Die Blütenhülle fehlt oder ist reduziert und besteht dann aus drei oder sechs länglichen, schuppenförmigen Blütenhüllblättern. Die männlichen Blüten enthalten (ein bis) drei oder sechs (bis acht) Staubblätter. Die Staubbeutel öffnen sich mit einem Längsschlitz. Nektarien fehlen. Die weiblichen Blüten stehen über einem Vorblatt oder feinen Haaren. Der Fruchtknoten ist pseudomonomer oder selten zweikammerig und enthält eine hängende, apotrope Samenanlage pro Fruchtblatt. Der einfache oder gabelige Griffel endet in ein bis zwei langen, unilateral, verbreiterten oder spatelförmigen Narben.
Die winzigen nussartigen Schließfrüchte fallen, falls ein Fruchtstiel vorhanden ist, mit ihm zusammen ab. Die Samenschale (Testa) ist dünn.
Die Chromosomengrundzahl beträgt x = 15.

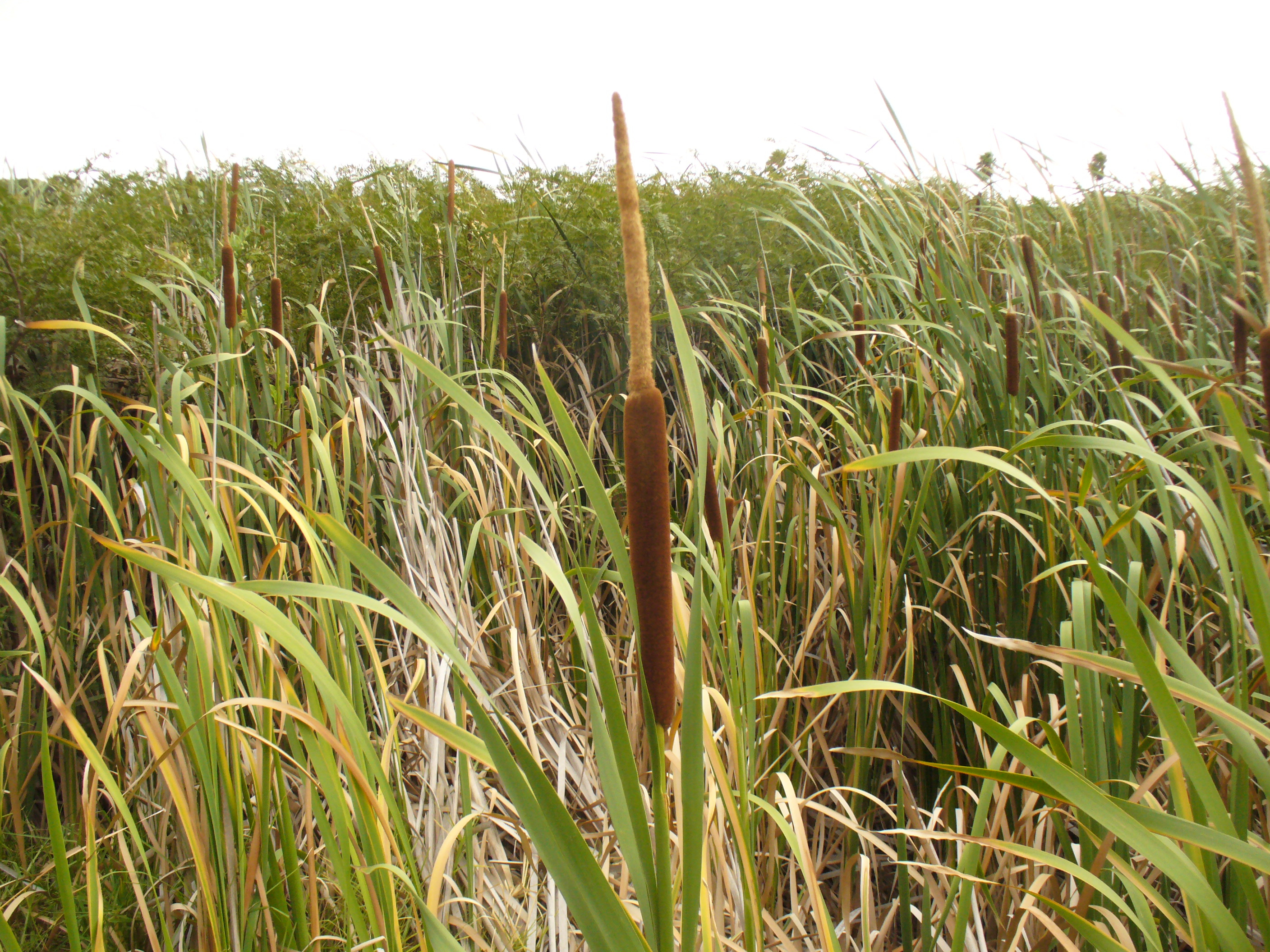
Typha capensis

## Systematik und Verbreitung
Die Familie der Rohrkolbengewächse (Typhaceae) gehört zur Ordnung der Süßgrasartigen (Poales).
Die Typhaceae kommen in tropischen bis gemäßigten Gebieten der Welt vor.
Die Familie enthält nur zwei Gattungen mit etwa (25 bis) 35 Arten:
- Igelkolben (Sparganium L.): mit etwa 19 Arten hauptsächlich in gemäßigten bis kühlen Gebieten der Welt. Die meisten Arten sind auf der Nordhalbkugel beheimatet. In China gibt es etwa elf Arten, von denen drei nur dort vorkommen.[1]
- Rohrkolben (Typha L.): mit etwa 16 Arten in tropischen bis gemäßigten Gebieten der Welt. In China gibt es etwa zwölf Arten, von denen drei nur dort vorkommen.[1]

Die Gattung Sparganium bildete früher alleine die Familie der Sparganiaceae Hanin und die Gattung Typha bildete alleine die Familie Typhaceae Juss. s. str. Molekulargenetische Untersuchungen zeigen, dass die beiden Gattungen nah verwandt sind und in eine Familie gehören, die Familie Typhaceae s. l. Diese Familie ist etwa 109 Millionen Jahre alt und die beiden Gattungen trennten sich vor etwa 89 Millionen Jahren. Es sind viele Fossilienbelege auch aus der Kreidezeit vorhanden.
(Zur systematischen Stellung von Sparganium siehe auch Igelkolbengewächse#Systematik und Verbreitung.)